# La Font de la Reina
|  | Per a altres significats, vegeu «La Font de la Reina (Capellades)». |

La Font de la Reina (en xurro Fuen la Raina i en castellà i oficialment, Fuente la Reina) és un municipi valencià de la comarca de l'Alt Millars, en la província de Castelló.

## Geografia
Està situat en el vessant septentrional de la serra de Montalgrao, en el sector nord-oest de la comarca. El terme municipal es troba entre els 800 i els 1100 metres d'altitud i és molt accidentat i esquerp, farcit de fonts com ara la dels Magraners, la de la Pinosa, la de Pierres o la dels Banys, i està solcat pel barranc de la Maimona. La població se situa en terreny accidentat i agrest.
Des de Castelló de la Plana s'accedix a esta localitat a través de la CV-20, prenent després la CV-207.
Limita amb les localitats de la Pobla d'Arenós, Montant, Caudiel i Vilanova de la Reina, al País Valencià, i San Agustín a la província de Terol.

## Història
El municipi és d'origen musulmà i fon repoblat per cristians procedents del Regne d'Aragó. Va mantindre la població morisca fins a l'any 1609, quan els moriscs varen ser expulsats. Segons la tradició, el nom del poble prové del fet que la reina Elionor de Portugal vingué en 1348 a passar una convalescència i hi va morir. En el segle xviii formava part del senyoriu que pertanyia al comte de Vilanova. Allunyat de les vies de comunicació i accés amb la costa, el poble ha patit una aturada tècnica i agrària que repercutix en l'envelliment progressiu de la població i en l'emigració dels jóvens a la ciutat de València, la seua àrea metropolitana o les comarques del litoral.

## Economia
Les principals activitats econòmiques són les agrícoles, i darrerament es practica l'agricultura ecològica. També l'artesania popular hi té una certa importància. Un altre component econòmic més recent és el lloguer de cases per al turisme rural.

## Alcaldia
Des de 2015 l'alcalde de la Font de la Reina és Francisco García Moyá del Partit Socialista del País Valencià (PSPV-PSOE).
| Període                       | Alcalde o alcaldessa      | Partit polític | Data de possessió | Observacions |
| ----------------------------- | ------------------------- | -------------- | ----------------- | ------------ |
| 1979–1983                     | Ramón Balaguer Monte      | UCD            | 19/04/1979        | --           |
| 1983–1987                     | Vicente Balaguer Villalba | AP-PDP-UL-UV   | 28/05/1983        | --           |
| 1987–1991                     | Vicente Balaguer Villalba | PSPV-PSOE      | 30/06/1987        | --           |
| 1991–1995                     | Vicente Balaguer Villalba | PSPV-PSOE      | 15/06/1991        | --           |
| 1995–1999                     | Vicente Balaguer Villalba | PP             | 17/06/1995        | --           |
| 1999–2003                     | Vicente Balaguer Villalba | PP             | 03/07/1999        | --           |
| 2003–2007                     | Vicente Balaguer Villalba | PP             | 14/06/2003        | --           |
| 2007–2011                     | Miguel Soriano Collado    | PSPV-PSOE      | 16/06/2007        | --           |
| 2011–2015                     | Miguel Soriano Collado    | PSPV-PSOE      | 11/06/2011        | --           |
| 2015–2019                     | Francisco García Moyá     | PSPV-PSOE      | 13/06/2015        | --           |
| 2019-2023                     | Francisco García Moyá     | PSPV-PSOE      | 15/06/2019        | --           |
| Des de 2023                   | n/d                       | n/d            | 17/06/2023        | --           |
| Fonts: Generalitat Valenciana |                           |                |                   |              |

## Demografia
La seua població va arribar als 462 habitants l'any 1900, però al llarg del segle xx va anar descendint de forma gradual. Tot i això, s'observa un xicotet canvi de tendència des de l'any 2000.
| 1900 | 1910 | 1920 | 1930 | 1940 | 1950 | 1960 | 1970 | 1981 | 1990 | 1994 | 1998 | 2002 | 2004 | 2006 | 2008 | 2010 | 2012 |
| ---- | ---- | ---- | ---- | ---- | ---- | ---- | ---- | ---- | ---- | ---- | ---- | ---- | ---- | ---- | ---- | ---- | ---- |
| 462  | 533  | 423  | 370  | 289  | 218  | 167  | 77   | 37   | 39   | 29   | 29   | 32   | 35   | 44   | 51   | 49   | 57   |

## Llocs d'interés
- Església de la Mare de Déu dels Àngels. Del segle xviii i estil barroc.
- Ajuntament. Edifici d'interés arquitectònic.
- Omeda de La Font de la Reina. Microrreserva de flora.
- Font de Las Mangraneras.
- Barranc de la Maimona. Creua el terme formant un angost sender entre cingles elevats.